# José Manuel Balza
José Manuel Balza (Valencia, Carabobo, Venezuela; 10 de septiembre de 1997) es un futbolista venezolano que juega como delantero en el Deportivo Táchira de la Primera División de Venezuela.

## Trayectoria
Inició su carrera en el Carabobo Fútbol Club en el año 2014, ahí debutó en la Primera División de Venezuela bajo la dirección técnica de Jhonny Ferreira, exactamente el 11 de enero de 2015 en la derrota 0–1 con Tucanes de Amazonas, entró al cambio al minuto 76 por Daniel Arismendi.
Con la camiseta de Carabobo marca su primer gol en la máxima categoría venezolana el 21 de agosto de 2016 ante el Caracas Fútbol Club, convirtió el tercer gol a los 40 minutos en el empate 3–3. En agosto de 2017 fue transferido a la Unión Española de Chile, siendo su primera experiencia internacional, donde consiguió el subtítulo del Torneo Transición.
En abril de 2018 regresó a Venezuela para jugar por Deportivo La Guaira donde permaneció hasta finales de 2019, llegó a jugar 58 partidos en dos torneos disputados y marcó 9 goles en total, fue titular y pieza clave en el equipo principal.
En enero de 2020, Balza firmó con Macará de Ambato en Ecuador, siendo esta su segunda experiencia internacional. Hizo su debut el 1 de marzo contra el Club Sport Emelec en el Estadio Bellavista, el resultado final fue victoria para Macará por 1–0 en la fecha 3 de la LigaPro Banco Pichincha.
Ha participado en varios partidos en diferentes ediciones de la Copa Venezuela con Deportivo La Guaira y Carabobo F. C., además a nivel de torneo internacionales ha jugado la Copa Libertadores y Sudamericana, su debut a nivel Conmebol fue el 23 de enero de 2019 en el partido de la primera fase de la Copa Libertadores 2019 ante Real Garcilaso de Perú, en el partido de vuelta de esa llave anotó su primer gol internacional en la derrota 2–1.
A nivel de selecciones nacionales, fue parte del equipo sub-20 en el campeonato sudamericano de la categoría que se realizó en Ecuador en 2017, disputó en total 4 partidos.

## Participaciones internacionales
| Torneo                 | Club                | Resultado |
| ---------------------- | ------------------- | --------- |
| Copa Libertadores 2019 | Deportivo La Guaira | Fase 2    |
| Copa Libertadores 2020 | Macará              | Fase 1    |

## Estadísticas
- Actualizado al 30 de enero de 2022.[8]

### Clubes
| Carabobo F. C. · Venezuela |               |               |    |    |   |    |    |    |     |       |       |
| 1.ª | 2014-15       | 1             | 0  | 0  | 0 | -- | -- | 1  | 0   | 0.00  |       |
| 1.ª | 2015          | 4             | 0  | 1  | 0 | -- | -- | 5  | 0   | 0.00  |       |
| 1.ª | 2016          | 8             | 1  | 1  | 0 | -- | -- | 9  | 1   | 0.111 |       |
| Total club | Total club    | 13            | 1  | 2  | 0 | -- | -- | 15 | 1   | 0.067 |       |
| Unión Española · Chile |               |               |    |    |   |    |    |    |     |       |       |
| 1.ª | 2017          | 0             | 0  | 0  | 0 | -- | -- | 0  | 0   | 0.00  |       |
| Total club | Total club    | 0             | 0  | 0  | 0 | -- | -- | 0  | 0   | 0.00  |       |
| Deportivo La Guaira · Venezuela |               |               |    |    |   |    |    |    |     |       |       |
| 1.ª | 2018          | 24            | 2  | 4  | 0 | -- | -- | 28 | 2   | 0.071 |       |
| 1.ª | 2019          | 34            | 7  | 1  | 1 | 4  | 1  | 39 | 9   | 0.231 |       |
| 1.ª | 2020          | 8             | 2  | -  | - | -  | -  | 8  | 2   | 0.25  |       |
| Total club | Total club    | 66            | 11 | 5  | 1 | 4  | 1  | 75 | 13  | 0.173 |       |
| Macará · Ecuador |               |               |    |    |   |    |    |    |     |       |       |
| 1.ª | 2020          | 4             | 0  | 0  | 0 | 1  | 0  | 5  | 0   | 0.00  |       |
| Total club | Total club    | 4             | 0  | 0  | 0 | 1  | 0  | 5  | 0   | 0.00  |       |
| Pyunik Ereván Armenia |               |               |    |    |   |    |    |    |     |       |       |
| 1.ª | 2020-21       | 5             | 1  | 0  | 0 | 0  | 0  | 5  | 1   | 0.2   |       |
| 1.ª | 2021-22       | 5             | 0  | 1  | 0 | 0  | 0  | 6  | 0   | 0.00  |       |
| Total club | Total club    | 10            | 1  | 1  | 0 | 0  | 0  | 11 | 1   | 0.091 |       |
| Total carrera | Total carrera | Total carrera | 93 | 13 | 8 | 1  | 5  | 1  | 106 | 15    | 0.142 |
| (1) Incluye datos de Copa Venezuela, Copa Ecuador y Copa de Armenia. (2) Incluye datos de Copa Libertadores y Copa Sudamericana. (3) No incluye goles en partidos amistosos. |               |               |    |    |   |    |    |    |     |       |       |